# Tommaso Mocenigo
Tommaso Mocenigo (Veneza, 1343 - Veneza, 4 de abril de 1423) foi o 64.º doge de Veneza, eleito em 1413.
Tommaso Mocenigo foi eleito em idade avançada e mostrou-se pragmático, decidido e politicamente corajoso. Sob o seu dogado, Veneza atingiu o apogeu e começou a longa expansão em terra firme que culminou no dogado do seu sucessor Francesco Foscari. Curiosamente Mocenigo, embora constrangido pelos acontecimentos que apoiaram este expansionismo, desconfiava desta política que lhe parecia prejudicial para Veneza porque se afastava das suas origens marítimas.

## Biografia
Homem de ação e e dotado de grande eloquência, Mocenigo distingue-se rapidamente em diversas atividades. Comandou a frota veneziana na Batalha de Nicópolis em 1396, e também em algumas batalhas contra os genoveses. Participou provavelmente na guerra de Chioggia (1378 – 1381) na qualidade de comandante de galera.
Foi um fiel servidor do estado e obteve a procuradoria de São Marcos. Em 7 de janeiro de 1414, com o mínimo de votos necessários, 25 em 41, foi eleito doge.

### O dogado

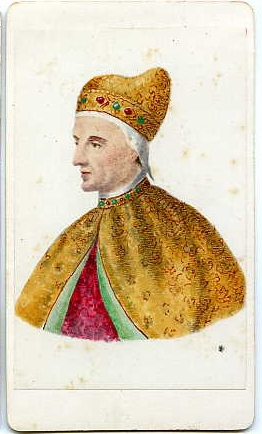
Tommaso Mocenigo, estampa popular oitocentista.

A eleição de Mocenigo foi o resultado de um acordo entre numerosos candidatos na liça e foi mantida secreta porque nesse momento Mocenigo estava em Cremona, em território estrangeiro administrado por Gabrino Fondolo, tirano da cidade.
O temor pela sua vida impôs o silêncio e o seu rápido repatriamento. O seu dogado começou com grandes festas que fariam desaparecer a tradição veneziana que datava dos primeiros séculos da instituição ducal: um arauto na basílica de São Marcos de Veneza anunciava ao povo o nome do eleito perguntando sobre o seu consentimento.
Em 1423 este costume foi retirado, sendo o último vestígio da democracia e desapareceu em favor do poder absoluto da oligarquia.
Rapidamente as dificuldades na política externa começariam: o novo patriarca de Aquileia, Ludovico di Teck, tradicionalmente antiveneziano, apoiava uma aliança com o rei da Hungria Segismundo a fim de atacar a república e em 1418, conseguiu obter o seu apoio. Veneza, atacada por duas frentes, passa à ofensiva e no decorrer dos anos 1419–1420 obtém grandes êxitos conquistando Udine, Cividale, Feltre, Belluno e o Friul em geral. Mesmo Cadore se rende espontaneamente. O avanço imparável só foi travado pelo tratado de paz com a Hungria e pelo fim do estado do Patriarcado de Aquileia que foi anexado a Veneza.
Muitos nobres apoiaram as novas conquistas mas Mocenigo preferiu suspender a expansão da cidade, apelando permanentemente, e mesmo no seu testamento, a não se aventurarem em longas e onerosas guerras, pois estas conquistas deslocavam o baricentro estratégico da cidade do mar para a terra firme.
Com a guerra terminada, o final do dogado decorreu em paz e o doge, após longa doença, morreu em 4 de abril de 1423, quase aos 80 anos. O seu monumento funerário está na Basílica de San Zanipolo onde está sepultado.

### O testamento
O testamento do doge Mocenigo, redigido a 10 de março de 1423, é considerado como um dos documentos mais importantes da época porque exalta a força e o poder de Veneza estabelecendo a lista de meios e riquezas da cidade e dando uma boa descrição da vida quotidiana. O comércio representava então um valor anual 10 milhões de ducados de exportações e outro tanto em importações. O documento faz numerosas referências a todas as atividades industriais e comerciais de Veneza.
Curiosamente, Mocenigo recomenda várias vezes no testamento que Francesco Foscari não seja eleito seu sucessor, pois conduziria a cidade à guerra em terra, sem que tal fosse necessário para Veneza. Em 15 de abril de 1423, apenas onze dias depois da morte de Mocenigo, Francesco Foscari foi eleito.